# Spartina arundinacea
Spartina arundinacea is een soort slijkgras (Spartina) uit de grassenfamilie (Poaceae). De soort komt voor op Sub-Antarctische eilanden, zoals Tristan da Cunha, Gough, île Amsterdam en Île Saint-Paul. De soort groeit in hoge graspollen (tussock grass), een kenmerkende vorm van vegetatie die aangetroffen wordt langs de kust en aangrenzende gebieden van Sub-Antarctische eilanden.